# NGC 70
NGC 70 é uma galáxia espiral (Sbc) localizada na direcção da constelação de Andrômeda. Possui uma declinação de +30° 04' 44" e uma ascensão recta de 0 horas, 18 minutos e 22,4 segundos.
A galáxia NGC 70 foi descoberta em 7 de Outubro de 1855 por William Parsons.